# Ashley Taylor Dawson
Ashley Taylor Dawson es un actor y cantante inglés, más conocido por interpretar a Darren Osborne en la serie Hollyoaks.

## Biografía
Ashley es hijo de Diana Taylor Dawson, su hermana es la cantante y guitarrista Catherine Taylor-Dawson.
En el 2004 comenzó a salir con Karen McKay, en enero del 2011 la pareja anunció que estaban esperando a su primer hijo juntos, ese mismo año el 23 de marzo la pareja le dio la bienvenida a su primer hijo, Buddy Mac Taylor Dawson. En septiembre del 2011 la pareja anunció que se habían comprometido. El 1 de octubre de 2013 la pareja le dio la bienvenida a su segundo hijo juntos, Mason Mac Taylor Dawson.

## Carrera
EAshley fue miembro de la banda de pop "allSTARS*".
n 1996 fue nominado al premio Barry Phillips en la categoría de "Most Promising Youngster Male" por su interpretación como Billy en la obra Jack and the Beanstalk.
A los diecisiete años en 1999 se unió al elenco principal de la exitosa serie británica Hollyoaks donde interpreta al encantador Darren Osborne, hasta ahora. En el 2000 Ashley se fue de la serie para unirse al grupo musical "allSTARS*", sin embargo regresó en el 2003 después de que el grupo se separara. Anteriormente Darren fue interpretado por el actor Adam Booth de 1996 a 1997.
En el 2009 apareció en el spin-off de la serie Hollyoaks Later donde interpretó de nuevo a Darren.
En el 2013 se unió a la undécima temporada del programa de baile Strictly Come Dancing su pareja fue la bailarina  profesional Ola Jordan, sin embargo la pareja obtuvo el sexto lugar.

## Filmografía

### Series de televisión
| Año             | Título          | Personaje      | Notas         |
| --------------- | --------------- | -------------- | ------------- |
| 1999 - presente | Hollyoaks       | Darren Osborne | 892 episodios |
| 2009            | Hollyoaks Later | Darren Osborne | 5 episodios   |
| 2001 - 2002     | StarStreet      | Ashley         | 23 episodios  |

### Películas
| Año  | Título        | Personaje | Notas                                                                            |
| ---- | ------------- | --------- | -------------------------------------------------------------------------------- |
| 2013 | Northern Soul | Paul      | junto a Steve Coogan, Antonia Thomas, Christian McKay, James Lance & Jack Gordon |

### Apariciones
| Año  | Programa                            | Notas                      |
| ---- | ----------------------------------- | -------------------------- |
| 2013 | Strictly Come Dancing               | 23 episodios - concursante |
| 2013 | Strictly Come Dancing: It Takes Two | 10 episodios               |

### Teatro
| Año  | Obra                                         | Personaje | Teatro                     | Notas                                           |
| ---- | -------------------------------------------- | --------- | -------------------------- | ----------------------------------------------- |
| -    | Joseph and His Amazing Technicolor Dreamcoat | -         | Palace Theatre, Manchester | junto a Darren Day                              |
| 1996 | Jack and the Beanstalk                       | Billy     | -                          | junto a Danny Traynor, Gill Benton & Alan Lucas |

## Premios y nominaciones
| Año  | Categoría                                        | Premio                        | Serie/Obra             | Resultado |
| ---- | ------------------------------------------------ | ----------------------------- | ---------------------- | --------- |
| 2017 | Funniest Male                                    | Inside Soap Award             | Hollyoaks              | Nominado  |
| 2016 | Best On-Screen Partnership (junto a Jessica Fox) | British Soap Award            | Hollyoaks              | Nominados |
| 2014 | Sexiest Male                                     | British Soap Award            | Hollyoaks              | Nominado  |
| 2012 | Best On-Screen Partnership (junto a Jessica Fox) | British Soap Award            | Hollyoaks              | Nominados |
| 2011 | Sexiest Male                                     | British Soap Award            | Hollyoaks              | Nominado  |
| 2010 | Sexiest Male                                     | British Soap Award            | Hollyoaks              | Nominado  |
| 2010 | Funniest Performance                             | British Soap Award            | Hollyoaks              | Nominado  |
| 2010 | Best Actor                                       | British Soap Award            | Hollyoaks              | Nominado  |
| 2009 | Funniest Performance                             | British Soap Award            | Hollyoaks              | Nominado  |
| 2009 | Best Actor                                       | British Soap Award            | Hollyoaks              | Nominado  |
| 2007 | Funniest Performance                             | British Soap Award            | Hollyoaks              | Nominado  |
| 2005 | Sexiest Male                                     | British Soap Award            | Hollyoaks              | Nominado  |
| 2005 | Best Villain                                     | British Soap Award            | Hollyoaks              | Nominado  |
| 1996 | Most Promising Youngster (Male)                  | Cheshire Theatre Guild Awards | Jack and the Beanstalk | Nominado  |